# Landeshebammenlehranstalt Celle
Die Landeshebammenlehranstalt Celle, zeitweilig auch Landeshebammenlehranstalt und Frauenklinik sowie Landesfrauenklinik genannt, ist eine Bildungseinrichtung für Hebammen im Allgemeinen Krankenhaus in der Stadt Celle. Ihre jahrhundertelange Geschichte reicht bis in die Zeit des Kurfürstentums Braunschweig-Lüneburg zurück.

## Geschichte
Im Jahr 1784 gründeten der kurfürstliche Landsyndikus und Hofrat Andreas Ludwig Jacobi (1761–1825) gemeinsam mit dem Arzt Johann Daniel Scheller (1758–1837) in den Gebäuden Am Heiligen Kreuz 5 und Nordwall 38 das damalige Accouchir-Hospital. Gemeinsam mit der Chirurgischen Lehranstalt konnte das Accouchierhospital die Bibliothek des Collegium Anatomicum-Chirurgicum nutzen, bevor diese nach 1825 entweder nach Hannover oder nach Bonn verkauft wurde.

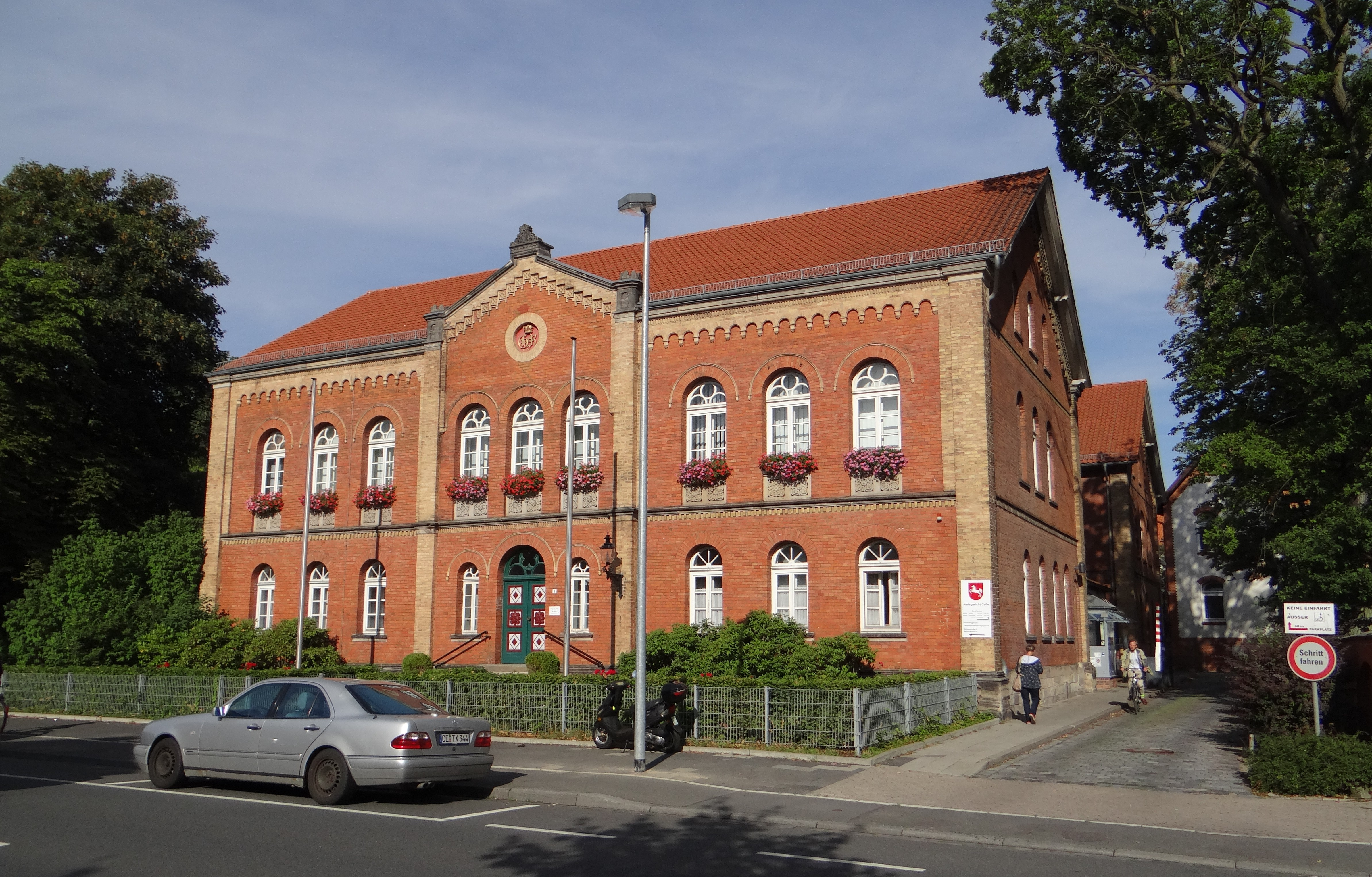
Straßenfassade des ehemaligen „Accouchir-Hospitals“ in der Mühlenstraße 8, heute der Sitz des Amtsgerichts in Celle

Nach mehr als sieben Jahrzehnten – das Land war unterdessen zum Königreich Hannover erhoben worden – wurde die Einrichtung 1857 in das Haus Mühlenstraße 8 verlegt. 1904 wurde das Accouchierhaus erweitert. Nach der Machtergreifung durch die Nationalsozialisten wurde die Klinik 1933 in Landesfrauenklinik umbenannt. Nachdem 1974 die Ausbildungs-Lehrgänge für Hebammen eingestellt wurden, wurde der verbliebene Wirkungsbereich 1979 dem Celler Allgemeinen Krankenhaus angegliedert. In der Folge zog das Amtsgericht Celle in das alte Klinikgebäude. 1974 wurde der Unterricht für angehende Hebammen – anfangs mit 12 Schülerinnen – am Allgemeinen Krankenhaus wieder aufgenommen.